# Physaria grahamii
Physaria grahamii là một loài thực vật có hoa trong họ Cải. Loài này được C.V. Morton miêu tả khoa học đầu tiên năm 1937.